# Peter Hansson
Peter Hansson, född 26 april 1856 i Kattarps socken i Malmöhus län, död 12 januari 1928 i Halmstad, var en svensk godsägare och politiker. 
Hansson var ägare till godset Vallberga i Halland. Som riksdagsman var han ledamot av första kammaren 1897-1901, invald i Hallands läns valkrets.